# Marcus Sasser

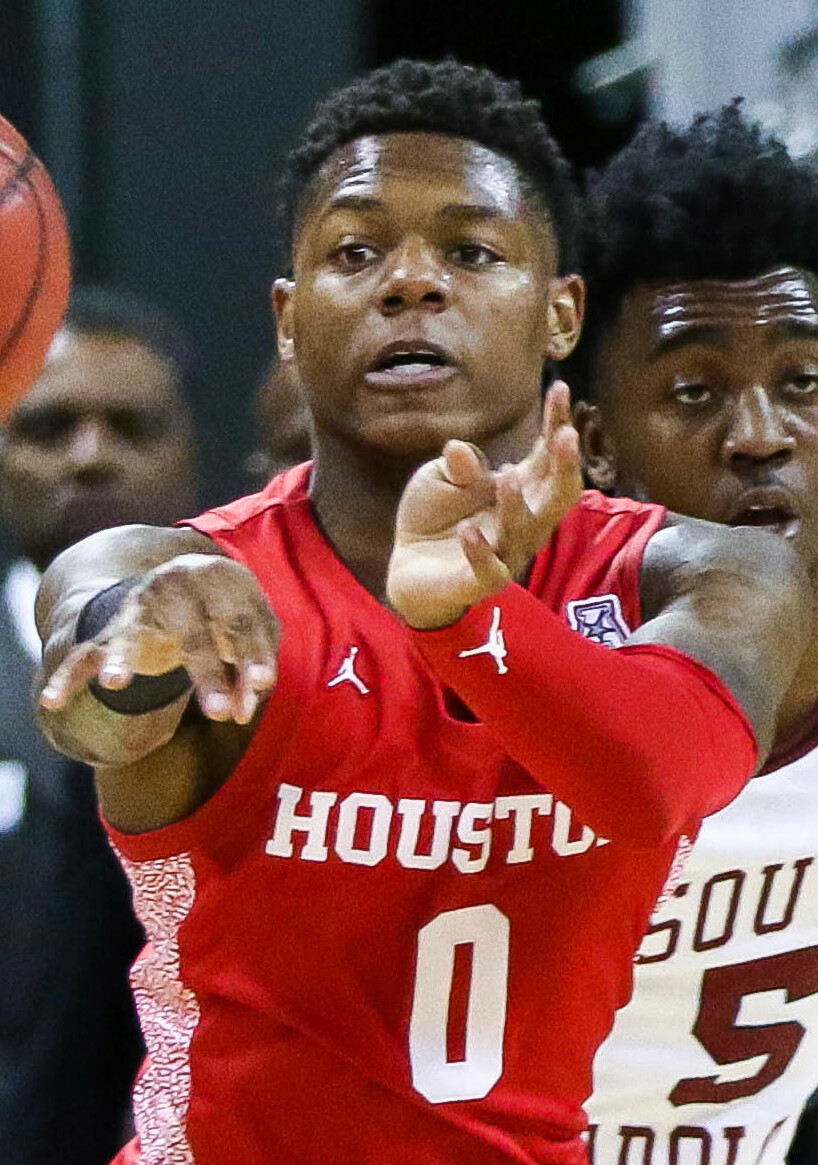
Marcus Sasser, 2019.

Marcus Jerome Sasser Jr., född 21 september 2000 i Dallas i Texas, är en amerikansk professionell basketspelare (SG/PG) som spelar för Detroit Pistons i National Basketball Association (NBA).
Han draftades av Memphis Grizzlies i första rundan i 2023 års draft som 25:e spelare totalt.
Innan Sasser blev proffs studerade han vid University of Houston och spelade för deras idrottsförening Houston Cougars.
Han är brorson till Jason Sasser och Jeryl Sasser. Sasser är också släkt med John Barber.